# Xysticus robinsoni
Xysticus robinsoni là một loài nhện trong họ Thomisidae.
Loài này thuộc chi Xysticus. Xysticus robinsoni được Willis J. Gertsch miêu tả năm 1953.